# King of the Ring 2002
King of the Ring 2002 è stata la decima edizione dell'omonimo pay-per-view prodotto annualmente dalla World Wrestling Entertainment. L'evento si è svolto per l'ultima volta sotto forma di ppv, il 23 giugno 2002 alla Nationwide Arena di Columbus.

## Storyline
Come ogni anno si sarebbe tenuto il torneo King of the Ring, con il vincitore che avrebbe poi ottenuto un incontro per il WWE Undisputed Championship a SummerSlam. Nella puntata di Raw del 17 giugno Brock Lesnar, Chris Jericho, l'Intercontinental Champion Rob Van Dam e Test si qualificarono per le semifinali del torneo che, insieme alla finale, si sarebbero disputate a King of the Ring.
Il 19 maggio, a Judgment Day, The Undertaker sconfisse Hollywood Hulk Hogan conquistando così il WWE Undisputed Championship per la quarta volta. Nella puntata di SmackDown del 6 giugno Hogan e Triple H vinsero in contemporanea un Battle Royal match per determinare il contendente n°1 al titolo mondiale. Nella puntata di SmackDown del 13 giugno Vince McMahon annunciò quindi che, la sera stessa, Hogan e Triple H si sarebbero affrontati per ottenere lo status di primo sfidante al titolo di The Undertaker; con Triple H che vinse poi l'incontro. Un match tra The Undertaker e Triple H con in palio il WWE Undisputed Championship fu sancito per King of the Ring.
Nella puntata di SmackDown del 30 maggio Kurt Angle interruppe un confronto tra Hollywood Hulk Hogan e Vince McMahon, attaccando brutalmente il primo alle spalle con un tubo d'acciaio; poco dopo, la sera stessa, Hogan aiutò Edge a sconfiggere Angle in uno Steel Cage match. Nella puntata di SmackDown del 15 giugno Hogan sfidò Angle ad un match per King of the Ring e quest'ultimo accettò.
Nella puntata di Raw del 17 giugno Ric Flair effettuò un turn face, restituendo a Vince McMahon il completo controllo della WWE per tornare a competere attivamente come lottatore; poco dopo, Eddie Guerrero (ex alleato di Flair) e il rientrante Chris Benoit interruppero il promo di Flair per poi attaccarlo brutalmente; con Guerrero che lo intrappolò nella sua caratteristica figure-four leglock. Un match tra Flair e Guerrero fu quindi annunciato per King of the Ring.
Nella puntata di SmackDown del 6 giugno Jamie Noble, insieme alla sua manager Nidia, fece il suo debutto nel roster blu, attaccando brutalmente il Cruiserweight Champion The Hurricane nel backstage dell'arena. Nella puntata di SmackDown del 20 giugno Noble sconfisse Billy Kidman per diventare il contendente n°1 al titolo dei pesi leggeri. Un match tra The Hurricane e Noble con in palio il Cruiserweight Championship fu quindi sancito per King of the Ring.
Nella puntata di Raw del 27 maggio la Women's Champion Trish Stratus e Spike Dudley sconfissero Molly Holly e l'European Champion Willam Regal in un Mixed Tag Team match; poco dopo, al termine dell'incontro, Molly attaccò brutalmente la Stratus con un tirapugni di Regal. Dopo un ulteriore attacco tra le due, fu annunciato un match tra Molly e la Stratus con in palio il Women's Championship per King of the Ring.

## Evento
Prima della messa in onda dell'evento, gli Hardy Boyz (Jeff Hardy e Matt Hardy) sconfissero Raven e Steven Richards a Sunday Night Heat.

### Match preliminari
L'evento si aprì con la prima semifinale del torneo del King of the Ring tra l'Intercontinental Champion Rob Van Dam e Chris Jericho. Il match fu un batti e ribatti, in cui entrambi riuscirono a portarsi in vantaggio l'uno sull'altro. Nel finale, Jericho applicò la Walls of Jericho su Van Dam, ma quest'ultimo si liberò dopo aver toccato le corde del ring. Van Dam eseguì la Five Star Frog Splash su Jericho per poi schienarlo e approdare, così, alla finale.
Il secondo match fu l'altra semifinale del torneo del King of the Ring tra Brock Lesnar (con Paul Heyman) e Test. Lesnar dominò gran parte dell'incontro, finché Test non prese il controllo della contesa per poi tentare di eseguire la Pumphandle Slam. Lesnar riuscì poi a schivare la manovra. Nel finale, Test tentò il Big Boot su Lesnar, ma quest'ultimo contrattaccò eseguendo la F-5 su Test per poi schienarlo per vincere il match e approdare alla finale del torneo.
Il match successivo fu quello per il Cruiserweight Championship tra il campione The Hurricane e lo sfidante Jamie Noble (con Nidia). The Hurricane dominò gran parte delle fasi iniziali del match, finché Noble non entrò in controllo della contesa. In seguito, The Hurricane ritornò in vantaggio su Noble e lo colpì con il superkick per poi tentare lo schienamento, ma Nidia interferì in favore di Noble distraendo l'arbitro. Noble ne approfittò per eseguire la Gibson Driver su The Hurricane, ma il campione mise un piede sulla corda bassa del ring. Tuttavia, Nidia buttò il piede di The Hurricane giù dalla corda permettendo, così, a Noble di vincere il match e di conquistare il titolo.
Il quarto match della serata fu tra Eddie Guerrero e Ric Flair. Durante le fasi iniziali del match, Flair dominò l'incontro, finché Guerrero non attaccò il ginocchio destro infortunato di Flair. Dopo aver ripetutamente attaccato il ginocchio di Flair, Guerrero applicò la figure-four leglock su Flair. In seguito, Guerrero continuò a danneggiare il ginocchio di Flair, finché quest'ultimo non intrappolò Guerrero nella figure-four leglock. Successivamente, Chris Benoit interferì in favore di Guerrero distraendo l'arbitro. Guerrero iniziò poi a distrarre l'arbitro e Benoit intrappolò Flair nella Crippler Crossface all'esterno del ring. Tuttavia, l'arbitro se ne accorse ed espulse Benoit da bordo ring. Data la distrazione dell'arbitro, Bubba Ray Dudley interferì per poi colpire Guerrero con la Bubba Bomb. Flair schienò poi Guerrero per vincere il match.
Il match seguente fu quello per il Women's Championship tra la campionessa Trish Stratus e la sfidante Molly Holly. Durante il match, Molly si portò in vantaggio ne confronti di Trish, finché quest'ultima non eseguì diverse manovre ai danni di Molly. In seguito, Molly ritornò in controllo della contesa colpendo Trish con un belly to belly suplex. Nel finale, Molly schienò Trish con un roll-up per vincere il match e conquistare il titolo femminile.

### Match principali
Il sesto match fu tra Kurt Angle e Hollywood Hulk Hogan. Angle dominò gran parte del match utilizzando il suo stile di wrestling amatoriale. In seguito, Hogan sfruttò la propria potenza per mettere in difficoltà Angle, ma quest'ultimo rispose con una serie di suplex. Angle eseguì poi la Angle Slam su Hogan, ma l'Hulkster si liberò dopo un conto di due. Successivamente, Hogan iniziò a dominare la contesa per poi staccare la parrucca di Angle, mostrando al pubblico la testa completamente rasata dell'Olympic Hero. Nel finale, Angle applicò la Ankle Lock su Hogan per forzarlo alla resa e vincere il match.
Il match che seguì fu la finale del torneo del King of the Ring tra Brock Lesnar e Rob Van Dam. Lesnar dominò gran parte del match sfruttando la propria potenza. In seguito, Van Dam iniziò a portarsi in vantaggio colpendo Lesnar con una serie di calci per poi eseguire su di lui il Rolling Thunder. Nel finale, Van Dam tentò di eseguire un attacco aereo su Lesnar, ma quest'ultimo lo acchiappò al volo per poi colpirlo con la F-5. Lesnar schienò poi Van Dam per vincere il torneo del King of the Ring e per diventare il primo sfidante al WWE Undisputed Championship per SummerSlam.
Il main event fu il match per il WWE Undisputed Championship tra il campione The Undertaker e lo sfidante Triple H. Il match fu un batti e ribatti, finché Triple H non iniziò a dominare The Undertaker. In seguito, The Undertaker tornò in controllo della contesa, finché Triple H non tentò di eseguire il Pedigree. The Undertaker contrattaccò la manovra per poi spingere Triple H verso l'arbitro, il quale venne accidentalmente messo KO. Dopo che l'arbitro fu messo KO, The Undertaker e Triple H si colpirono a vicenda con una clothesline. A questo punto del match, The Rock si presentò nell'arena rimpiazzando Paul Heyman al tavolo di commento. Dopodiché, The Undertaker attaccò The Rock facendo sì che quest'ultimo interferisse nel match. The Rock provò a colpire The Undertaker con una sedia d'acciaio, ma l'American Badass schivò l'attacco e The Rock finì con il colpire Triple H con la sedia. The Undertaker eseguì poi la Last Ride su Triple H, ma The Game si liberò dopo un conto di due. Pochi istanti dopo, The Rock colpì The Undertaker con la Rock Bottom permettendo, così, a Triple H di eseguire il Pedigree su The Undertaker per poi schienarlo. Tuttavia, l'arbitro fu ancora frastornato e non riuscì a contare lo schienamento. The Undertaker ne approfittò e colpì Triple H con un low-blow per poi schienarlo con un roll-up per vincere il match e mantenere il titolo. Al termine del match, The Rock eseguì il People's Elbow su The Undertaker, però Triple H colpì The Rock con il Pedigree e The Undertaker eseguì poi la Chokeslam su Triple H andando, così, a chiudere l'evento.

## Risultati
| #    | Incontri                                                | Stipulazioni                                       | Durata |
| ---- | ------------------------------------------------------- | -------------------------------------------------- | ------ |
| Heat | The Hardy Boyz hanno sconfitto Raven e Steven Richards  | Tag team match                                     | 06:02  |
| 1    | Rob Van Dam ha sconfitto Chris Jericho                  | Semifinale del King of the Ring                    | 14:32  |
| 2    | Brock Lesnar (con Paul Heyman) ha sconfitto Test        | Semifinale del King of the Ring                    | 08:18  |
| 3    | Jamie Noble (con Nidia) ha sconfitto The Hurricane (c)  | Single match per il WWE Cruiserweight Championship | 11:38  |
| 4    | Ric Flair ha sconfitto Eddie Guerrero                   | Single match                                       | 16:50  |
| 5    | Molly Holly ha sconfitto Trish Stratus (c)              | Single match per il WWE Women's Championship       | 05:41  |
| 6    | Kurt Angle ha sconfitto Hulk Hogan per sottomissione    | Single match                                       | 12:08  |
| 7    | Brock Lesnar (con Paul Heyman) ha sconfitto Rob Van Dam | Finale del King of the Ring                        | 05:44  |
| 8    | The Undertaker (c) ha sconfitto Triple H                | Single match per l'Undisputed WWE Championship     | 23:44  |

### Struttura del torneo
|  | Ottavi di finale 3 giugno-10 giugno (Raw) | Ottavi di finale 3 giugno-10 giugno (Raw) | Ottavi di finale 3 giugno-10 giugno (Raw) |               |                | Quarti di finale 17 giugno (Raw) | Quarti di finale 17 giugno (Raw) | Quarti di finale 17 giugno (Raw) |  |  | Semifinale 23 giugno (King of the Ring) | Semifinale 23 giugno (King of the Ring) | Semifinale 23 giugno (King of the Ring) |  |  | Finale 23 giugno (King of the Ring) | Finale 23 giugno (King of the Ring) | Finale 23 giugno (King of the Ring) |  |
|  |                                           |                                           |                                           |               |                |                                  |                                  |                                  |  |  |                                         |                                         |                                         |  |  |                                     |                                     |                                     |  |
|  | Brock Lesnar                              | Brock Lesnar                              | Schienamento                              |               |                |                                  |                                  |                                  |  |  |                                         |                                         |                                         |  |  |                                     |                                     |                                     |  |
|  | Brock Lesnar                              | Brock Lesnar                              | Schienamento                              |               |                |                                  |                                  |                                  |  |  |                                         |                                         |                                         |  |  |                                     |                                     |                                     |  |
|  | Bubba Ray Dudley                          | Bubba Ray Dudley                          | 04:49                                     |               |                |                                  |                                  |                                  |  |  |                                         |                                         |                                         |  |  |                                     |                                     |                                     |  |
|  | Bubba Ray Dudley                          | Bubba Ray Dudley                          | 04:49                                     |               | Brock Lesnar   | Brock Lesnar                     | Schienamento                     |                                  |  |  |                                         |                                         |                                         |  |  |                                     |                                     |                                     |  |
|  |                                           |                                           |                                           |               | Brock Lesnar   | Brock Lesnar                     | Schienamento                     |                                  |  |  |                                         |                                         |                                         |  |  |                                     |                                     |                                     |  |
|  |                                           |                                           | Booker T                                  | Booker T      | 03:22          |                                  |                                  |                                  |  |  |                                         |                                         |                                         |  |  |                                     |                                     |                                     |  |
|  | William Regal                             | William Regal                             | Booker T                                  | Booker T      | 03:22          | 03:26                            |                                  |                                  |  |  |                                         |                                         |                                         |  |  |                                     |                                     |                                     |  |
|  | William Regal                             | William Regal                             |                                           |               |                |                                  |                                  |                                  |  |  |                                         |                                         |                                         |  |  |                                     |                                     |                                     |  |
|  | Booker T                                  | Booker T                                  | Schienamento                              |               |                |                                  |                                  |                                  |  |  |                                         |                                         |                                         |  |  |                                     |                                     |                                     |  |
|  | Booker T                                  | Booker T                                  | Schienamento                              |               | Brock Lesnar   | Brock Lesnar                     | Schienamento                     |                                  |  |  |                                         |                                         |                                         |  |  |                                     |                                     |                                     |  |
|  |                                           |                                           |                                           |               |                |                                  |                                  |                                  |  |  |                                         |                                         |                                         |  |  |                                     |                                     |                                     |  |
|  |                                           |                                           | Test                                      | Test          | 08:18          |                                  |                                  |                                  |  |  |                                         |                                         |                                         |  |  |                                     |                                     |                                     |  |
|  | Hardcore Holly                            | Hardcore Holly                            | Test                                      | Test          | 08:18          | Schienamento                     |                                  |                                  |  |  |                                         |                                         |                                         |  |  |                                     |                                     |                                     |  |
|  | Hardcore Holly                            | Hardcore Holly                            |                                           |               |                |                                  |                                  |                                  |  |  |                                         |                                         |                                         |  |  |                                     |                                     |                                     |  |
|  | Tajiri                                    | Tajiri                                    | 03:46                                     |               |                |                                  |                                  |                                  |  |  |                                         |                                         |                                         |  |  |                                     |                                     |                                     |  |
|  | Tajiri                                    | Tajiri                                    | 03:46                                     |               | Hardcore Holly | Hardcore Holly                   | 03:16                            |                                  |  |  |                                         |                                         |                                         |  |  |                                     |                                     |                                     |  |
|  |                                           |                                           |                                           |               | Hardcore Holly | Hardcore Holly                   | 03:16                            |                                  |  |  |                                         |                                         |                                         |  |  |                                     |                                     |                                     |  |
|  |                                           |                                           | Test                                      | Test          | Schienamento   |                                  |                                  |                                  |  |  |                                         |                                         |                                         |  |  |                                     |                                     |                                     |  |
|  | The Hurricane                             | The Hurricane                             | Test                                      | Test          | Schienamento   | 01:52                            |                                  |                                  |  |  |                                         |                                         |                                         |  |  |                                     |                                     |                                     |  |
|  | The Hurricane                             | The Hurricane                             |                                           |               |                |                                  |                                  |                                  |  |  |                                         |                                         |                                         |  |  |                                     |                                     |                                     |  |
|  | Test                                      | Test                                      | Schienamento                              |               |                |                                  |                                  |                                  |  |  |                                         |                                         |                                         |  |  |                                     |                                     |                                     |  |
|  | Test                                      | Test                                      | Schienamento                              |               | Brock Lesnar   | Brock Lesnar                     | Schienamento                     |                                  |  |  |                                         |                                         |                                         |  |  |                                     |                                     |                                     |  |
|  |                                           |                                           |                                           |               |                |                                  |                                  |                                  |  |  |                                         |                                         |                                         |  |  |                                     |                                     |                                     |  |
|  |                                           |                                           | Rob Van Dam                               | Rob Van Dam   | 05:44          |                                  |                                  |                                  |  |  |                                         |                                         |                                         |  |  |                                     |                                     |                                     |  |
|  | Chris Jericho                             | Chris Jericho                             | Rob Van Dam                               | Rob Van Dam   | 05:44          | Forfait                          |                                  |                                  |  |  |                                         |                                         |                                         |  |  |                                     |                                     |                                     |  |
|  | Chris Jericho                             | Chris Jericho                             |                                           |               |                |                                  |                                  |                                  |  |  |                                         |                                         |                                         |  |  |                                     |                                     |                                     |  |
|  | Edge                                      |                                           |                                           |               |                |                                  |                                  |                                  |  |  |                                         |                                         |                                         |  |  |                                     |                                     |                                     |  |
|  |                                           | Chris Jericho                             | Chris Jericho                             | Sottomissione |                |                                  |                                  |                                  |  |  |                                         |                                         |                                         |  |  |                                     |                                     |                                     |  |
|  |                                           |                                           |                                           | Sottomissione |                |                                  |                                  |                                  |  |  |                                         |                                         |                                         |  |  |                                     |                                     |                                     |  |
|  |                                           |                                           | Val Venis                                 | Val Venis     | 04:31          |                                  |                                  |                                  |  |  |                                         |                                         |                                         |  |  |                                     |                                     |                                     |  |
|  | Christian                                 | Christian                                 | Val Venis                                 | Val Venis     | 04:31          | 03:22                            |                                  |                                  |  |  |                                         |                                         |                                         |  |  |                                     |                                     |                                     |  |
|  | Christian                                 | Christian                                 |                                           |               |                |                                  |                                  |                                  |  |  |                                         |                                         |                                         |  |  |                                     |                                     |                                     |  |
|  | Val Venis                                 | Val Venis                                 | Schienamento                              |               |                |                                  |                                  |                                  |  |  |                                         |                                         |                                         |  |  |                                     |                                     |                                     |  |
|  | Val Venis                                 | Val Venis                                 | Schienamento                              |               | Chris Jericho  | Chris Jericho                    | 14:32                            |                                  |  |  |                                         |                                         |                                         |  |  |                                     |                                     |                                     |  |
|  |                                           |                                           |                                           |               |                |                                  |                                  |                                  |  |  |                                         |                                         |                                         |  |  |                                     |                                     |                                     |  |
|  |                                           |                                           | Rob Van Dam                               | Rob Van Dam   | Schienamento   |                                  |                                  |                                  |  |  |                                         |                                         |                                         |  |  |                                     |                                     |                                     |  |
|  | X-Pac                                     | X-Pac                                     | Rob Van Dam                               | Rob Van Dam   | Schienamento   | Schienamento                     |                                  |                                  |  |  |                                         |                                         |                                         |  |  |                                     |                                     |                                     |  |
|  | X-Pac                                     | X-Pac                                     |                                           |               |                |                                  |                                  |                                  |  |  |                                         |                                         |                                         |  |  |                                     |                                     |                                     |  |
|  | Goldust                                   | Goldust                                   | 03:26                                     |               |                |                                  |                                  |                                  |  |  |                                         |                                         |                                         |  |  |                                     |                                     |                                     |  |
|  | Goldust                                   | Goldust                                   | 03:26                                     |               | X-Pac          | X-Pac                            | 06:00                            |                                  |  |  |                                         |                                         |                                         |  |  |                                     |                                     |                                     |  |
|  |                                           |                                           |                                           |               | X-Pac          | X-Pac                            | 06:00                            |                                  |  |  |                                         |                                         |                                         |  |  |                                     |                                     |                                     |  |
|  |                                           |                                           | Rob Van Dam                               | Rob Van Dam   | Schienamento   |                                  |                                  |                                  |  |  |                                         |                                         |                                         |  |  |                                     |                                     |                                     |  |
|  | Eddie Guerrero                            | Eddie Guerrero                            | Rob Van Dam                               | Rob Van Dam   | Schienamento   | 09:38                            |                                  |                                  |  |  |                                         |                                         |                                         |  |  |                                     |                                     |                                     |  |
|  | Eddie Guerrero                            | Eddie Guerrero                            |                                           |               |                |                                  |                                  |                                  |  |  |                                         |                                         |                                         |  |  |                                     |                                     |                                     |  |
|  | Rob Van Dam                               | Rob Van Dam                               | Schienamento                              |               |                |                                  |                                  |                                  |  |  |                                         |                                         |                                         |  |  |                                     |                                     |                                     |  |